# Рюжи, Франсуа де
Франсуа́ Гулле́ де Рюжи́ (фр. François Goullet de Rugy; род. 6 декабря 1973) — французский политик, член партии «Вперёд, Республика!», председатель Национального собрания Франции (2017—2018). Министр комплексных экологических преобразований (2018—2019).

## Биография
Представитель старинного дворянского рода Гулле де Рюжи, окончил Институт политических исследований в Париже.

### Политическая карьера в рядах «зелёных»

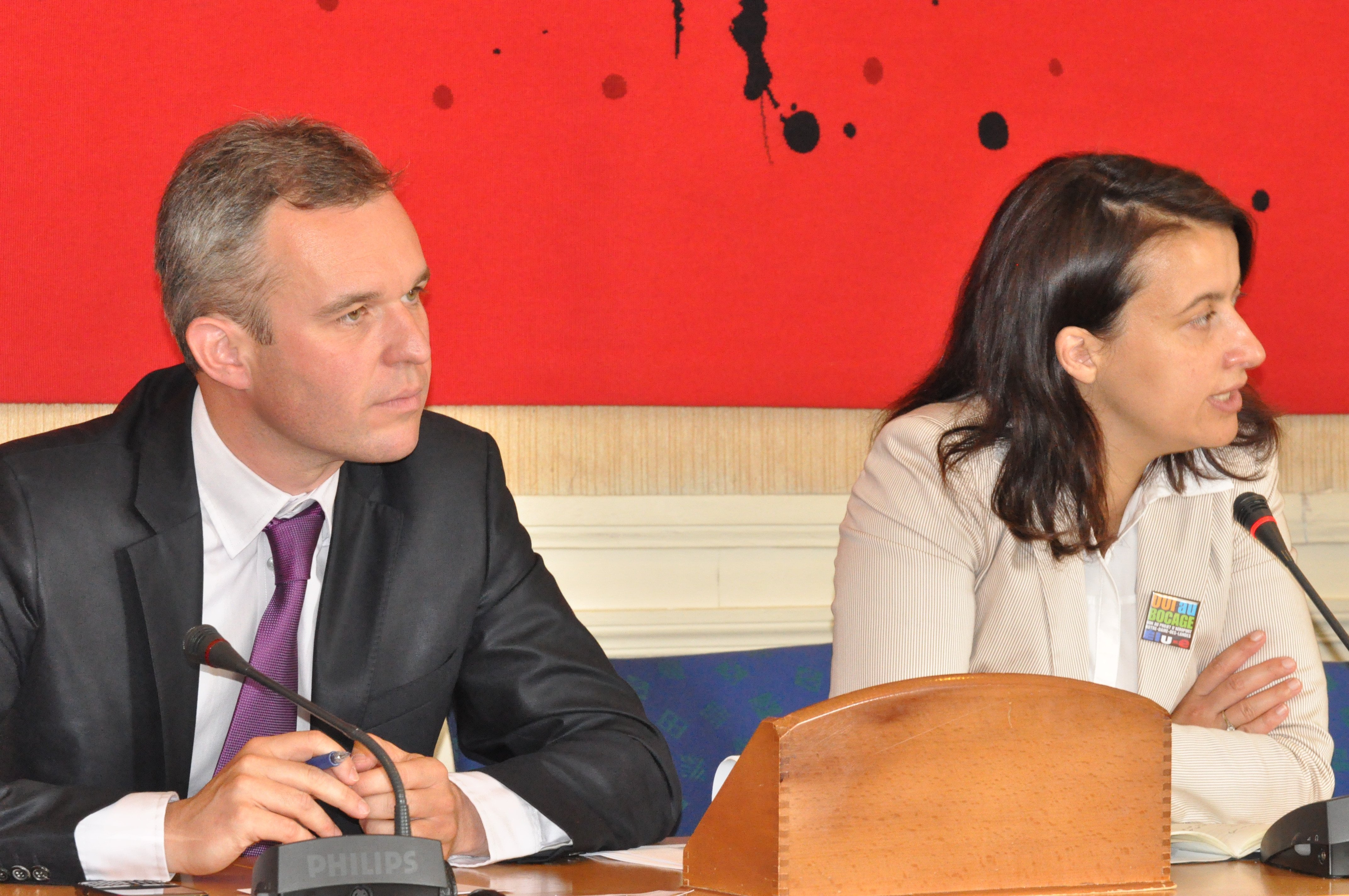
Де Рюжи и Сесиль Дюфло 8 сентября 2008 года.

В 1991 году стал молодым активистом «Экологического поколения», в 1997 году перешёл к «зелёным» и в том же году проиграл выборы в Национальное собрание Франции в 3-м округе департамента Атлантическая Луара, получив 3,87 % голосов (победителем стал тогдашний мэр Нанта социалист Жан-Марк Эро).
В 2001—2008 годах — заместитель мэра Нанта.
В 2007 году избран в Национальное собрание Франции от 1-го округа департамента Атлантическая Луара.
В 2008—2014 годах являлся депутатом муниципального совета Орво в департаменте Атлантическая Луара.
В 2012 году переизбран в Национальное собрание от партии Европа Экология Зелёные.
2 сентября 2015 года вместе со своими сторонниками вышел из ЕЭЗ и объявил о создании партии «Экологисты!».
В мае 2016 года вместе с пятью другими депутатами от ЭП перешёл во фракцию Социалистической партии, спровоцировав роспуск экологистской фракции, и стал одним из заместителей председателя Национального собрания.
Выступал против планов строительства аэропорта Большого Запада в Нотр-Дам-де-Ланд (департамент Атлантическая Луара) и за присоединение Нанта к региону Бретань.
22 января 2017 года получил 3,88 % голосов в «праймериз левых», имевших целью выдвижение единого кандидата на предстоящих президентских выборах, оставшись на пятом месте и не выйдя во второй тур.

### Карьера с партией «Вперёд, Республика!»
22 февраля 2017 года объявил о поддержке президентской кампании кандидата партии «Вперёд, Республика!» Эмманюэля Макрона.
23 апреля и 7 мая 2017 года прошли президентские выборы, победителем из которых вышел Макрон.
11 и 18 июня 2017 года проведены два тура парламентских выборов, триумфальную победу на которых одержала партия «Вперёд, Республика!».
В своём 1-м округе департамента Атлантическая Луара Франсуа де Рюжи был переизбран с результатом 66,14 % и уже 19 июня объявил о намерении выставить свою кандидатуру в борьбе за пост председателя Национального собрания.
27 июня 2017 года избран председателем Национального собрания (четвёртая по значимости должность в стране) большинством 353 голоса из 577 против 94 голосов за кандидата республиканцев Жана-Шарля Тогурдо и 34 голосов за представительницу «конструктивных республиканцев» и Союза демократов и независимых Лору де Ля Родье.

### Министр комплексных экологических преобразований
4 сентября 2018 года получил портфель министра комплексных экологических преобразований во втором правительстве Филиппа.
10 и 11 июля 2019 года информационный портал Mediapart опубликовал сведения о роскошных обедах за государственный счёт, организованных Де Рюжи в период с октября 2017 по июнь 2018 года, когда он являлся председателем Национальной ассамблеи, а также о ремонте личных апартаментов, также за счёт налогоплательщиков, на сумму около 63 тыс. евро. Кроме того, главу министерского аппарата Де Рюжи Николь Кляйн сайт обвинил в пользовании социальным жильём в Париже с 2006 по 2018 год, хотя в этот период она не жила в столице, где, по информации Mediapart, количество нуждающихся в таком жилье составляет цифру порядка 200 тыс. человек. Де Рюжи объяснил необходимость обедов расходами на представительство, а реновационные работы в свой квартире оценил как общественно значимые, поскольку живёт в особняке Роклера, построенном в начале XVIII века и занятом экологическим министерством. Николь Кляйн заявила, что получила упомянутую квартиру в 2002 году законно, а с 2006 года жила там время от времени по несколько дней, в том числе будучи префектом региона Земли Луары, но, вопреки утверждению сайта Mediapart, никогда не использовала её в качестве мебельного склада. В целом она объяснила факт сохранения за собой квартиры долгое время небрежностью, а не финансовыми интересами, и обвинила Де Рюжи в том, что он решил «спасти свою голову, подставив мою».
16 июля 2019 года Де Рюжи ушёл в отставку и подал в суд иск против Mediapart, обвинив его в диффамации. Через несколько минут после отставки портал опубликовал новое обвинение: по его сведениям, в 2013 и 2014 годах Де Рюжи включил 9200 евро членских взносов ЕЭЗ в сумму бюджетной компенсации депутатских расходов, что с точки зрения парламентской деонтологии не рекомендуется.

### Возвращение в парламент
17 августа 2019 года де Рюжи вернулся в Национальное собрание, возобновив депутатский мандат, прерванный на время работы в правительстве.